# Феодор (Чуадзе)
Митрополи́т Фео́дор (груз. მიტროპოლიტი თეოდორე, в миру Дмитрий Александрович Чуадзе, груз. დიმიტრი ალექსანდრეს ძე ჭუაძე; 11 апреля 1967, Сигнахи) — епископ Грузинской православной церкви, митрополит Ахалцихский, Тао-Кларджетский и Лазский, хорепископ католикос-патриарха всея Грузии.

## Биография
В 1984 году окончил Телавскую среднюю школу, а в 1991 году — конструкторский факультет Грузинского государственного политехнического института. По словам друга и соученика владыки Феодора, архиепископа Саввы (Гигиберия), на последнем году их курс отправили на реставрационные работы в древний монастырь Сафара Ахалцихской епархии. Там студентов встретил отец Сергий (Чекуришвили), рассказал о монашестве и пригласил на службу. Друзья Димитрий и Заза, будущие владыки Феодор и Савва, так и остались здесь, даже не забрав дипломы из института.
22 февраля 1991 года Димитрий принял монашество, 7 июня был рукоположен во иеродиакона, а 8 сентября — во иеромонаха.
В 1992 году он закончил Ахалцихскую духовную семинарию.
18 июня 1993 года был возведён в сан игумена.
26 октября 1996 года был возведен в сан архимандрита.
27 октября 1996 года в соборе Светицховели в Мцхете рукоположён во епископа Бодбийского.
8 октября 1998 года был перемещен на Ахалцихскую епархию.
В 2003 году сделался ректором Ахалцихской духовной семинарии.
14 сентября 2003 года был возведён в достоинство архиепископа.
С 2003 по 2004 годы был председателем Финансово-экономического Отдела Грузинской Патриархии. В 2004—2005 годах — ректор Тбилисских духовных академии и семинарии.
1 февраля 2005 года был назначен хорепископом Католикоса-Патриарха всея Грузии.
30 апреля 2006 года возведён в сан митрополита.

## Награды
- Орден Святого Георгия I степени (24 декабря 2007)
- Орден «За заслуги» II степени (Украина, 27 июля 2013 года) — за значительный личный вклад в развитие духовности, многолетнюю плодотворную церковную деятельность и по случаю празднования на Украине 1025-летия крещения Киевской Руси[1].